# Jan Draus
Jan Marian Draus (ur. 25 marca 1952 w Kolbuszowej) – polski historyk, polityk i nauczyciel akademicki, profesor nauk humanistycznych, senator II kadencji, członek Kolegium Instytutu Pamięci Narodowej.

## Życiorys
Syn Franciszka i Heleny. W latach 1967–1971 uczęszczał do kolbuszowskiego liceum, którego jest absolwentem. Ukończył w 1976 studia historyczne na Uniwersytecie Jagiellońskim. W 1981 uzyskał stopień doktora, a w 1994 doktora habilitowanego (w Instytucie Historii Nauki PAN). W 2000 otrzymał tytuł profesora nauk humanistycznych. Został nauczycielem akademickim w Wyższej Szkole Pedagogicznej w Rzeszowie, a w 2001 na nowo powołanym Uniwersytecie Rzeszowskim. Był też wykładowcą na Katolickim Uniwersytecie Lubelskim. Od 2001 był rektorem Państwowej Wyższej Szkoły Zawodowej w Przemyślu, w 2006 przekształconej w Państwową Wyższą Szkołę Wschodnioeuropejską. Opublikował m.in. kilkanaście pozycji książkowych o tematyce historycznej. Był również redaktorem naczelnym Encyklopedii Rzeszowa.
W latach 80. działał w opozycji demokratycznej, należał do „Solidarności”. Od 1991 do 1993 sprawował mandat senatora II kadencji, wybranego z lokalnego komitetu Regionalne Forum Wyborcze. Zasiadał w klubie parlamentarnym Konwencja Polska. W wyborach parlamentarnych w 1993 bez powodzenia ubiegał się o reelekcję, startując w województwie rzeszowskim z ramienia KW „Zjednoczenie Polskie”. W latach 1994–1998 był wicedyrektorem Radia Rzeszów.
W 1999 został powołany w skład Kolegium Instytutu Pamięci Narodowej, w 2007 z inicjatywy posłów PiS wybrany na drugą kadencję. Zakończył pełnienie tej funkcji w 2011 w związku z likwidacją Kolegium IPN. Kolejny raz został członkiem tego ciała po jego ponownym utworzeniu w 2016, a w 2023 został wybrany na następną kadencję. Obejmował funkcję przewodniczącego tego gremium. Został członkiem rady programowej Fundacji im. Janusza Kurtyki. W 2023 wszedł w skład rady fundacji Europa Karpat.
Został członkiem komitetu wspierającego kandydaturę Karola Nawrockiego na prezydenta RP w wyborach w 2025.
Jest bratem Ewy Draus.

## Odznaczenia i wyróżnienia
W 2015 prezydent Bronisław Komorowski odznaczył go Krzyżem Kawalerskim Orderu Odrodzenia Polski. W 2017 został wyróżniony Medalem „Polonia Semper Fidelis”, w 2018 otrzymał Krzyż Wolności i Solidarności oraz Medal 100-lecia Odzyskania Niepodległości. W 1991 został uhonorowany Nagrodą Miasta Rzeszowa, w 2012 rada miejska w Przemyślu nadała mu tytuł honorowego obywatela tego miasta.

## Publikacje
- Oświata na Rzeszowszczyźnie w latach 1939–1945 (współautor: Ryszard Terlecki), Wrocław-Gdańsk: Zakład Narodowy im. Ossolińskich, 1984.
- Polskie szkoły wyższe i instytucje naukowe na emigracji 1939–1945 (współautor: Ryszard Terlecki), Wrocław-Kraków: Zakład Narodowy im. Ossolińskich, 1984.
- Diecezja przemyska w latach 1939–1945, t. 3, pod red. Jana Drausa i Jana Musiała, Przemyśl: Biblioteczka Przemyska, 1990.
- Oświata i nauka polska na Bliskim i Środkowym Wschodzie 1939–1950, Lublin: TNKUL, 1993.
- Stronnictwo Pracy w województwie rzeszowskim 1945–1946–1950: z dziejów regionalnej chadecji, Rzeszów: Instytut Europejskich Studiów Społecznych, 1998.
- Przeciw Solidarności 1980–1989: rzeszowska opozycja w tajnych archiwach Ministerstwa Spraw Wewnętrznych, wybór dokumentów i oprac. Jan Draus i Zbigniew Nawrocki, Rzeszów: Zarząd Regionu NSZZ „Solidarność”, 2000.
- Historia wychowania (współautor: Ryszard Terlecki), t. 2: Wiek XIX i XX, Kraków: Wydawnictwo WAM – WSFP „Ignatianum”, 2005.
- Uniwersytet Jana Kazimierza we Lwowie 1918–1946. Portret kresowej uczelni, Kraków: Księgarnia Akademicka, 2007.
- Państwowa Wyższa Szkoła Wschodnioeuropejska w Przemyślu 2001–2011 (współautor: Zdzisław Budzyński), Przemyśl: Państwowa Wyższa Szkoła Wschodnioeuropejska, 2011.
- Konferencja Rektorów Publicznych Szkół Zawodowych w Polsce 1998–2013. 15 lat KRePSZ, Gniezno: Państwowa Wyższa Szkoła Zawodowa, 2013.
- Fundacje naukowo-wychowawcze Adama Kozłowieckiego (współautor: Ludwik Grzebień), Majdan Królewski: Fundacja im. Księdza Kardynała Adama Kozłowieckiego „Serce bez Granic”, 2014.
- Living torches, Warszawa: Wydawnictwo Sejmowe, 2018.
- Before the Berlin wall fell. Hungary, Czechoslovakia and Poland towards the Refugees from the East Germany in 1989 (współautor: Maciej Szymanowski), Warszawa: Wydawnictwo Sejmowe, 2019.